# Benedetto Croce
Benedetto Croce (ur. 25 lutego 1866 w Pescasseroli, zm. 20 listopada 1952 w Neapolu) – włoski filozof, krytyk literacki, liberalny publicysta i polityk, obok Giovanniego Gentile przedstawiciel włoskiego idealizmu XX w. oraz jeden z czołowych estetyków tego okresu.

## Życiorys
W latach 1902–1944 wraz z Gentilem wydawał pismo „La Critica”, które wywarło duży wpływ na życie umysłowe Włoch. W latach 1922–1924 traktował Mussoliniego jako wybawiciela Włoch od komunizmu. Jednak poczynając od 1924, przez 20 lat pozostawał w czynnej opozycji wobec rządu Mussoliniego, a w 1925 wystąpił przeciwko faszyzmowi z manifestem, który znalazł szeroki oddźwięk w kołach intelektualistów. Pod zredagowanym przez Crocego tekstem pt. Manifest antyfaszystowskich intelektualistów (wł. Manifesto degli intellettuali antifascisti), opublikowanym 1 marca 1925 roku, podpisało się kilkudziesięciu znanych Włochów, m.in. Giovanni Amendola, Emilio Cecchi, Guglielmo Ferrero, Gaetano Salvemini, Adriano Tigher. W latach 1944–1945 współdziałał w tworzeniu frontu koalicji sił antyfaszystowskich oraz Partii Liberalnej, która wybrała go swym przewodniczącym (1944–1947), 1945–1946 był ministrem bez teki. W 1947 założył w Neapolu instytut studiów historycznych (I’Instituto Italiano per gli Studi Storici), w którym pracował do końca życia. Jego córka, Lidia, poślubiła polskiego pisarza Gustawa Herlinga-Grudzińskiego.
Głównymi prekursorami reprezentowanego przez Croce kierunku myślowego byli z jednej strony Giambattista Vico i Georg Hegel, z drugiej – Immanuel Kant i Francesco de Sanctis. Z filozofii Hegla przyjął Croce historyzm i koncepcję obiektywnego ducha, odrzucił natomiast dialektykę i filozofię religii. Rozwijając własne poglądy, które nazwał filozofią ducha, głosił absolutny historyzm, którego podstawą było stwierdzenie, że rzeczywistość jest historią i niczym więcej jak tylko historią. Stojąc na tym stanowisku, Croce uważał, że dopiero w historii filozofii wypowiada się prawda i że nie jest ona osiągalna w żadnym z poszczególnych systemów, ponieważ historia jako rzeczywistość absolutna nie da się ująć w żaden sztywny zespół twierdzeń. Wszelka aktywność ludzka jest życiem ducha, a rozwój ducha stanowi o procesie historycznym. W działalności wyodrębniał Croce cztery podstawowe formy, z nich dwie teoretyczne: estetykę i logikę, dwie zaś praktyczne: ekonomię i etykę.
Na podstawie rozgraniczenia różnych form działalności ducha Croce rozwijał swoje poglądy na sztukę. Jego zdaniem konkretyzuje ona bezforemny potok bezpośredniego doświadczenia: nie starając się ani odtwarzać rzeczy w postaci, w jakiej istnieją w rzeczywistości, ani moralizować – nie wiąże się ani z pojęciem prawdy, ani moralności i nie podlega żadnym prawom, przepisom czy kanonom. Postulat sztuki wolnej od nawarstwień niemających charakteru estetycznego wyrastał u Croce z dążenia do obiektywnego, nieuprzedzonego postrzegania zjawisk jako pewnych całości. Całości te według Croce są piękne dlatego, że są namiętnościami ujętymi w wyrazistą formę. Swego zasadniczego poglądu w sprawie autonomii sztuki bronił Croce w krytyce literatury oraz w nauce o literaturze, postulując ocenę dzieł wyłącznie ze względu na ich wartość artystyczną. Reprezentując w tej dziedzinie kierunek ekspresjonistyczny, nawoływał do badania tzw. wyrazów estetycznych. „Wyrazom” jako tworom duchowym przedstawiał „wyrazy” uzewnętrznione, czyli technicznie wykonane dzieło sztuki. Szczególnie ostro występował Croce przeciwko tradycyjnym klasyfikacjom według rodzajów literackich. W historii literatury na miejsce zwartych syntez historyczno-literackich postulował luźne zestawienie analiz poszczególnych dzieł branych z osobna. Rezultatem tej metody było wiele ogłoszonych przez niego studiów, m.in. o Szekspirze, Dantem, P. Corneille’u.
Filozofia Croce była wyrazem antypozytywistycznej reakcji w myśli europejskiej pod koniec XIX i na początku XX w. Jej historyzm o tendencjach prezentystycznych znalazł oddźwięk wśród wielu filozofów, historyków i teoretyków kultury zwłaszcza w okresie międzywojennym. Główny jednak wpływ wywarł Croce swoimi koncepcjami estetycznymi. Jego główne prace to: Estetica (1902), Logica (1909), Filosofia della practica (1909), Zarys estetyki (1911), La Filosofia di G. B. Vico (1912), Teoria e storia della storiografia (1917), Ariosto, Shakespeare e Corneille (1920), La poesia di Dante (1921), Poesia e non poesia (1923).
Odznaczony Wielką Wstęgą Orderu Korony Włoch (1921), Krzyżem Komandorskim Orderu Świętych Maurycego i Łazarza (1921) i Orderem Sabaudzkim Cywilnym (1924).